# Маркус Бабел
Маркус Бабел (Минхен, 8. септембар 1972) је бивши немачки фудбалер и фудбалски тренер. Играо је за клубове у Немачкој и Енглеској. Бабел је два пута освојио Куп УЕФА, 1996. са Бајерном и 2001. са Ливерпулом, и био је део немачког тима који је освојио Европско првенство 1996. године.

## Каријера

### Играчка каријера

#### Бајерн Минхен
Рођен је у Минхену. Бабелов први професионални клуб био је Бајерн Минхен. Из омладинског тима напредовао је у први тим и осам пута је био стартни играч, а четири пута је наступио као замена у првенственим утакмицама.

#### ФК Хамбургер и повратак у Бајерн Минхен
Прешао је у ФК Хамбургер у августу 1992. и редовно је наступао у првом тиму, постигавши свој први лигашки гол у немачком врху. Вративши се у Бајерн из Минхена 1994. године, стартовао је у 167 утакмица и привукао је пажњу Манчестер јунајтеда након Европско првенство у фудбалу 1996. Потписао је уговор на пет милиона али никада није прешао у Манчестер.

#### Ливерпул
Био је саставни члан Ливерпулове екипе; његови карактеристични напади по десној страни довеле су до бројних голова, укључујући и један у самом финалу Купа УЕФА. Био је принуђен да оконча ангажман у Ливерпулу када је изненада добио Гилен-Бареов синдром и није могао да игра годину дана.

#### Блекбурн Роверс
Отишао је на позајмицу у Блекбурн Роверс у августу 2003. након што се опоравио од Гилен-Бареовог синдрома. Играо је у првенству и постигао је три гола.

#### ВфБ Штутгарт
Бабелов последњи клуб био је ВфБ Штутгарт. Прешао је у клуб путем трамнсфера без накнаде јула 2004.
У јануару 2007. Бабел је најавио да ће се повући на крају сезоне 2006–07.

#### Немачка репрезентација
Играо је 51 пут, постигао је један гол за Немачку и био је део тима који је победник Еура 96. Бабел је такође играо за своју земљу на Светском првенству у фудбалу 1998. и Еуру 2000.

## Тренерска каријера

### 2007–12: Почетак каријере
Након што се повукао из фудбала, Бабел је остао у свом последњем клубу, ВфБ Штутгарт, као помоћник менаџера.
Дана 24. новембра 2008, Бабел је постао главни тренер ВфБ Штутгарта.
Бабел је преузео Херту БСЦ у 2. лиги у јулу 2010. По окончању вођења клуба имао је укупно 30 победа, 13 ремија и 12 пораза.
Десетог фебруара 2012, Бабел је преузео место менаџера ТСГ Хофенхајма. 1899. Хофенхајм је био на осмом месту када је Бабел преузео клуиб. Трећег децембра 2012. пуштен је због лоших резултата, са тимом на 16. месту у Бундеслиги. Бабелов последњи меч био је пораз од Вердера из Бремена резултатом 4 : 1. Бабел је завршио са остварених седам победа, осам ремија и 15 пораза.

### 2014–2018: ФК Луцерн
Бабел је постао нови тренер Луцерна 12. октобра 2014, након смене Карлоса Бернегера који није успео да победи ниједну лигашку утакмицу у сезони 2014/15.

### 2018: Вестерн Сиднеј Вондерерс
Дана 19. маја 2018, Бабел је постављен за менаџера Вестерн Сиднеј Вондерерс у А-лиги. Вендерерси су отпустили Бабела у понедељак, 20. јануара 2020, а помоћни тренер именован је као привремена замена.

## Статистика каријере
| Бр. | Датум                     | Место одржавања                   | Противник | Резултат | Резултат | Конкуренција                    |
| --- | ------------------------- | --------------------------------- | --------- | -------- | -------- | ------------------------------- |
| 1   | 6. септембра 1995. године | Франкенстадион, Нирнберг, Немачка | Грузија   | 4–1      | 4–1      | Квалификације за УЕФА Еуро 1996 |

## Почасти

### Као играч
Бајерн Минхен
- Бундеслига: 1996–97, 1998–99, 1999–2000
- ДФБ-Покал: 1997–98, 1999–00, другопласирани 1998–99
- ДФБ-Лигапокал: 1997, 1998, 1999
- Куп УЕФА: 1995–96
- УЕФА Лига шампиона: вицешампион 1998–99

Ливерпул
- ФА куп: 2000–01
- Лига куп: 2000–01
- ФА Комјунити шилд: 2001
- УЕФА Лига Европе: 2000–01
- УЕФА суперкуп: 2001

ВфБ Штутгарт
- Бундеслига : 2006–07
- ДФБ-Покал : Другопласирани 2006–07
- ДФБ-Лигапокал : Другопласирани 2005

Интернационална
- УЕФА Европско првенство: 1996.[4]

### Као тренер
Херта БСЦ
- 2. Бундеслига : 2010–11